# Chiến tranh Liên minh thứ Sáu
Liên minh thứ sáu bước đầu gồm Vương quốc Anh và Đế quốc Nga, sau đó là Phổ, Áo, Thụy Điển, Tây Ban Nha, Bồ Đào Nha và các vương quốc Bayern, Württemberg, Sachsen (từ 1813). Bên phe Pháp có các đồng minh là vương quốc Ý, Napoli, Liên bang Thụy Sĩ, Liên bang sông Rhine, công quốc Warszawa và Đan Mạch (tạm thời).
Khi Đế quốc Nga - đồng minh của Pháp từ Hòa ước Tilsit (7.7.1807) - từ chối thi hành lệnh Phong tỏa lục địa của hoàng đế Napoléon Bonaparte, Napoléon quyết định mở Chiến dịch nước Nga năm 1812, dẫn tới thất bại tai hại cho Pháp. Nhân dịp này, các nước ở lục địa châu Âu trước đây bị Pháp đánh bại, thấy có cơ hội phục thù, nên dần dần theo Liên minh Anh - Nga cùng các quân nổi dậy Tây Ban Nha và Bồ Đào Nha.
Nhờ các đội quân được tổ chức lại và các bài học từ các cuộc chiến với Pháp trước đây, Liên minh thứ sáu đã đánh bại quân của Napoléon trong trận Leipzig (từ 16 - 19.10.1813), đuổi Pháp ra khỏi Đức rồi xâm lấn Pháp năm 1814, buộc hoàng đế Napoléon phải thoái vị, nhường ngôi cho vua Louis XVIII của Pháp thuộc vương triều Bourbon.
Khoảng 2,5 triệu quân sĩ đã tham gia các trận chiến giữa Pháp với Liên minh thứ sáu, gây ra cái chết cho khoảng 2 triệu người. (Một số người ước tính chỉ riêng Chiến dịch nước Nga, 2 bên đã mất khoảng 1 triệu người thương vong). Số thiệt hại đặc biệt lớn ở các trận Smolensk, trận Borodino, trận Lützen, trận Dresden, nhất là trận Leipzig, một trong các trận quan trọng nhất trong lịch sử chiến tranh châu Âu trước Chiến tranh thế giới thứ nhất

## Trận chiến tại Nga
Năm 1812, Napoléon đưa quân xâm lấn nước Nga để buộc sa hoàng Aleksandr I phải tuân thủ lệnh Phong tỏa lục địa (Blocus continental) của Pháp. Đại quân Pháp và các đồng minh gồm khoảng 650.000 người (riêng quân Pháp là 270.000) vượt sông Neman ngày 23.6.1812. Nga tuyên bố Cuộc chiến tranh vệ quốc, áp dụng chính sách Tiêu thổ kháng chiến (đốt sạch trước khi rút lui). Hai bên đánh nhau một số trận. Ngày 14.9.1812, quân Pháp tiến vào thành phố Moskva trong cảnh điêu tàn vì Nga đã đốt trụi thành phố trước khi rút lui. Thời tiết giá rét cộng với dịch bệnh và thiếu thốn lương thực vì phải tiếp tế từ xa và bị quân Nga chặn đánh cướp phá, khiến quân Pháp bị thương vong rất nhiều, buộc Napoléon phải rút lui. Trên đường rút lui, quân Pháp vẫn bị quân Nga liên tục tấn công. Tổng cộng, đại quân Pháp thiệt mất khoảng 370.000 người thương vong, cộng với khoảng 200.000 người bị bắt làm tù binh. Đến tháng 11 năm 1812, chỉ còn khoảng 27.000 quân đủ sức chạy về qua sông Berezina (Belarus). Trong các trận chiến này, Nga cũng thiệt mất khoảng 400.000 người thương vong.

## Trận chiến tại Đức
Sau khi Pháp rút khỏi Nga thì Phổ thấy có cơ hội phục thù, nên gia nhập Liên minh. Napoléon tập hợp tàn quân rút khỏi Nga và mộ thêm các lính mới được tất cả khoảng 200.000 người, gồm phần lớn các tân binh chưa được huấn luyện kỹ và chưa có kinh nghiệm chiến trường. Quân Pháp vượt sông Rhine tiến vào Đức để kết hợp với số quân cũ còn ở Đức, nhằm nhanh chóng đánh tan Liên minh thứ sáu, trước khi Liên minh này kịp củng cố. Ngày 30.4.1813, Napoléon chia quân làm 3 mũi, vượt sông Saale tiến về phía Leipzig. Ngày 2.5.1813, quân Pháp thắng liên quân Nga - Phổ ở trận Lützen (Sachsen). Hai bên đình chiến từ ngày 4 tháng 6 tới ngày 13 tháng 8 năm 1813 để củng cố lực lượng. Trong thời gian này phe Liên minh thuyết phục Áo tham gia chiến tranh với 2 đạo quân gồm 300.000 người. Tổng cộng phe Liên minh có khoảng 800.000 quân tại Đức và một đội quân trừ bị chiến lược khoảng 350.000. Napoléon cũng tập hợp được 650.000 quân. Sau thời hạn đình chiến, Liên quân Nga - Phổ thắng quân Pháp tại trận Katzbach (Phổ) ngày 26.8.1813. Cùng ngày, quân Pháp cũng đụng độ với liên quân Nga - Phổ - Áo ở trận Dresden và hôm sau, 27.8 thì Pháp thắng.
Sau đó, quân Liên minh thắng 2 trận Kulm (Bohemia ngày 30.8.1813) và trận Dennewitz (Phổ, ngày 6.9.1813).
Tới 16.10.1813, hai bên đối đầu nhau trong trận Leipzig, cũng gọi là Trận đánh liên quốc gia (Battle of the Nations). Liên quân Pháp - Ý - Napoli - Sachsen - Warszawa có 195.000 người cầm cự với 365.000 quân Liên minh Nga - Phổ - Áo - Thụy Điển trong 4 ngày, tới 19.10.1813 thì Pháp thua và Napoléon phải tháo chạy về nước.

## Trận chiến trên bán đảo Iberia
Trong thời gian đó, tướng Anh Arthur Wellesley chỉ huy Liên quân Anh - Bồ Đào Nha - Tây Ban Nha trên bán đảo Iberia đánh thắng quân Pháp nhiều trận. Cuối tháng 5 năm 1813, Liên quân tiến lên phía bắc, chiếm Burgos (Tây Ban Nha) rồi đánh vào sườn quân Pháp, đuổi Joseph Bonaparte (anh của Napoléon) vào khu vực thung lũng sông Zadorra. Tại trận Vitoria (Tây Ban Nha) ngày 21.6.1813, quân Pháp gồm 65.000 người bị 53.000 quân Anh, 27.000 quân Bồ Đào Nha và 19.000 quân Tây Ban Nha đánh tan. Wellesley truy kích và đánh bật quân Pháp khỏi San Sebastian (xứ Basque). Đầu tháng 7 năm 1813, Liên quân Anh-Bồ Đào Nha-Tây Ban Nha đuổi quân Pháp tới dãy núi Pyrenees. Hai bên tiếp tục giao chiến một số trận và khi quân Pháp rút về nước thì quân Liên minh cũng đuổi theo tiếp tục giao chiến trên đất Pháp tới trận Toulouse, trận cuối cùng giữa Pháp với Liên minh thứ sáu (ngày 10.4.1814), sau khi Napoléon đã thoái vị.

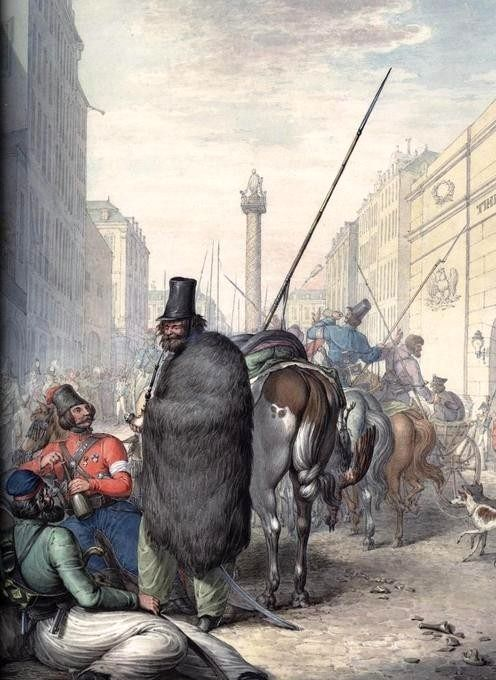
Quân chiếm đóng người Nga ở Paris năm 1814

## Trận chiến tại Pháp
Khi rút lui về Pháp, Napoléon chỉ còn khoảng 70.000 quân, so với số quân đông gấp bội - trên 500.000 - của Liên minh, nhưng Napoléon cũng thắng một loạt trận trên đất Pháp, trong đó có 4 trận liên tiếp trong Chiến dịch 6 ngày (9 - 14.2.1814). Các nước Anh, Nga, Áo, Phổ ký với nhau Hiệp ước Chaumont ngày 9.3.1814, nhất trí không giảng hòa và quyết tâm đánh bại Napoléon. Cuối cùng quân Liên minh toàn thắng và tiến vào Paris ngày 31.3.1814. Thống chế Pháp Marmont phản bội Napoléon và rút quân khỏi Paris.

## Hậu quả
Ngày 11.4.1814, hoàng đế Napoléon buộc phải ký Hiệp ước Fontainebleau với các đại diện của Nga, Phổ, Áo Hungary và Bohemia chấp nhận thoái vị và chịu đi đày ở đảo Elba (Địa Trung Hải). Liên minh đưa Louis XVIII thuộc vương triều Bourbon lên làm vua Pháp.
Sau đó, các cường quốc châu Âu mở Hội nghị Wien từ 1.10.1814 tới 9.6.1815, trả lại các biên giới nguyên trạng cho các nước châu Âu như trước khi có cuộc Cách mạng Pháp 1789

## Các trận chiến giữa phe Pháp với Liên minh thứ sáu
- 23.7.1812: trận Saltanovka (Moguilev) (Belarus): Pháp thắng Nga
- 25 - 27.7.1812: trận Ostrovno (Belarus): Pháp thắng Nga
- 30.7 - 1.8.1812: trận Klyastitsy (Belarus): Nga thắng Pháp
- 17.8.1812: trận Smolensk (Nga): Pháp thắng Nga
- 17 - 18.8.1812: trận Polotsk I (Belarus): Pháp thắng Nga về chiến lược
- 18.8.1812: trận Valutino (Nga): bất phân thắng bại, Nga rút lui
- 7.9.1812: trận Borodino (Nga): Pháp thắng Nga
- 18.10.1812: trận Tarutino (Winkowo) (Nga): Nga thắng Pháp
- 18 - 20.10.1812: trận Polotsk II (Belarus): Nga thắng Pháp
- 24.10.1812: trận Maloyaroslavets (Nga): Pháp thắng Nga về chiến thuật
- 31.10.1812: trận Czasniki (Belarus): Nga thắng Pháp
- 3.11.1812: trận Vyazma (Nga): Nga thắng Pháp
- 13 - 14.11.1812: trận Smoliani (Belarus): Nga thắng Pháp
- 15 - 18.11.1812: trận Krasnoi (Nga): Nga thắng Pháp
- 26 -29.11.1812: trận Berezina (Belarus): Nga thắng Pháp
- 2.5.1813: trận Lützen (Đức): Pháp thắng Nga-Phổ
- 2.5.1813: trận Halle (Đức): Phổ thắng Pháp
- 20 - 21.5.1813: trận Bautzen (Đức): Pháp thắng Nga- Phổ
- 21.6.1813: trận Vitoria (Tây Ban Nha): Liên quân Anh-Bồ Đào Nha-Tây Ban Nha thắng Pháp
- 7 - 25.7.1813: trận San Sebastian I (Tây Ban Nha): Pháp thắng Anh-Bồ Đào Nha
- 25.7.1813: trận Maya (Tây Ban Nha): Pháp thắng Anh
- 25.7.1813: trận Roncesvalles (Tây Ban Nha): Pháp thắng Anh-Bồ Đào Nha
- 28.7 - 1.8.1813: trận Sorauren (Tây Ban Nha): Anh-Bồ Đào Nha-Tây Ban Nha thắng Pháp
- 30.8 - 4.9.1813: trận Sebastian II (Tây Ban Nha): Anh-Bồ Đào Nha thắng Pháp
- 23.8.1813: trận Grossbeeren (Đức): Phổ-Thụy Điển thắng Pháp
- 26.8.1813: trận Katzbach (Phổ): Nga-Phổ thắng Pháp
- 26 - 27.8.1813: trận Dresden (Đức): Pháp thắng Nga-Phổ-Áo
- 30.8.1813: trận Kulm (Bohemia): Nga-Áo-Phổ thắng Pháp
- 31.8.1813: trận San Marcial (Tây Ban Nha): Tây Ban Nha thắng Pháp
- 6.9.1813: trận Dennewitz (Đức): Nga-Phổ thắng Pháp
- 16 - 19.10.1813: trận Leipzig (Đức): Nga-Phổ-Áo-Thụy Điển-Sachsen thắng Pháp và đồng minh Ý-Napoli-Warszawa. (Sachsen - đồng minh cũ - quay lại chống Pháp)
- 30 - 31.10.1813: trận Hanau (Đức): Pháp thắng Áo-Bayern
- 10.11.1813: trận Nivelle (Tây Ban Nha): Anh-Bồ Đào Nha-Tây Ban Nha thắng Pháp
- 9 - 13.12.1813: trận Nive (Pháp): Anh-Bồ Đào Nha-Tây Ban Nha thắng Pháp
- 10.12.1813: trận Sehested (Đức): Đan Mạch (phe Pháp) thắng Nga-Phổ-Thụy Điển
- 29.1.1814: trận Brienne (Pháp): Pháp thắng Nga-Phổ
- 1.2.1814: trận La Rothière (Pháp): Phổ thắng Pháp
- 8.2.1814: trận Mincio (Ý): Áo chống Pháp-Ý (bất phân thắng bại)
- 10.2.1814: trận Champaubert (Pháp): Pháp thắng Nga-Phổ
- 11.2.1814: trận Montmirail (Pháp): Pháp thắng Nga-Phổ
- 12.2.1814: trận Château-Thierry (Pháp): Pháp thắng Nga-Phổ
- 14.2.1814: trận Vauchamps (Pháp): Pháp thắng Nga-Phổ
- 17.2.1814: trận Mormant (Pháp): Pháp thắng Nga-Württemberg
- 18.2.1814: trận Montereau (Pháp): Pháp thắng Áp-Württemberg
- 27.2.1814: trận Bar-sur-Aube (Pháp): Áo thắng Pháp
- 27.2.1814: trận Orthez (Pháp): Anh-Bồ Đào Nha thắng Pháp
- 7.3.1814: trận Craonne (Pháp): Pháp thắng Nga-Phổ
- 9 - 10.3.1814: trận Laon (Pháp): Nga-Phổ thắng Pháp
- 13.3.1814: trận Reims (Pháp): Pháp thắng Nga-Phổ
- 20 - 21.3.1814: trận Arcis-sur-Aube (Pháp): Áo thắng Pháp
- 25.3.1814: trận La Fère-Champenoise (Pháp): Nga-Áo-Phổ thắng Pháp
- 30.3.1814: trận Montmartre (Pháp): Nga-Áo-Phổ thắng Pháp
- 30 - 31.3.1814: trận Paris (Pháp): Nga-Áo-Phổ thắng Pháp
- 10.4.1814: trận Toulouse (Pháp): Anh-Bồ Đào Nha-Tây Ban Nha thắng Pháp